# Papuagrion ekari
Papuagrion ekari är en trollsländeart som beskrevs av Maurits Anne Lieftinck 1949. Papuagrion ekari ingår i släktet Papuagrion och familjen dammflicksländor. IUCN kategoriserar arten globalt som otillräckligt studerad. Inga underarter finns listade i Catalogue of Life.